# SolarStriker
SolarStriker (ソーラーストライカー?) es un videojuego del género matamarcianos vertical desarrollado por Nintendo R & D1 con Minakuchi Ingeniería para la Game Boy de Nintendo. Fue publicado por primera vez en Japón el 26 de enero de 1990, luego lanzado al mercado más tarde en América en febrero, y finalmente en Europa el 28 de septiembre.

## Historia
"El año es 2159. El Gobierno Federal de la Tierra se estableció, que une el pueblo con un gobierno común contra otras especies. Como parte de esta nueva adición y para defender la paz y la seguridad de la raza humana, el Ejército Federal Tierra también fue creado."
"El ejército pasó a la ofensiva, y atacó a una estrella conocida como 'Turín. Sin embargo, el Ejército Federal Tierra no era rival para el poder de combate abrumadora de Turín, y el destino de la Tierra parecía sellada. Como la última oportunidad de la Tierra, una unidad móvil de alto secreto desarrolló un espacio de combate muy avanzado en la última fortificación de la Tierra. Volando con la nave nodriza, 'Madre Atena ", que llegó al sistema solar de Turín como la última oportunidad para un ataque violento y final sobre las fuerzas de Turín. Esta nave espacial avanzada, y la última esperanza de la Tierra para la supervivencia, es el nombre clave de' SolarStriker '".

## Jugabilidad
Como un juego que sólo tiene un modo para un solo jugador, el jugador controla a la avanzada de combate espacial, llamada en código SolarStriker. Hay seis niveles de juego contra los enemigos conocidos como las fuerzas de la Reticulon. Estos enemigos aparecen desde la parte superior de la pantalla. Naves especiales se pueden grabar y power-ups se pueden obtener. Una puesta en marcha significa el doble de la potencia de fuego. Tres poderes significan tres veces la potencia de fuego. Cinco power-ups significa grandes explosiones en enemigos que son útiles, especialmente contra enemigos difíciles y jefes que tienen muchos éxitos para destruir. Hay una gran variedad de enemigos, así como subjefes en los niveles posteriores. Descienden en patrones y jefes tienen su propia manera de tratar de derrotar al jugador. Cuando el jugador completa los seis niveles por primera vez y después de los créditos, el jugador será capaz de jugar el modo difícil pulsando Select lugar de inicio de la pantalla de título.

## Desarrollo y recepción
SolarStriker fue diseñado por Gunpei Yokoi y Keisuke Terasaki, y desarrollado por Nintendo en cooperación con la empresa externa Minakuchi Ingeniería. Fue publicado por primera vez en Japón el 26 de enero de 1990, luego puesto en libertad más tarde en América del Norte en febrero, y finalmente en Europa el 28 de septiembre Como tal, es uno de los pocos tiradores de desplazamiento desarrollados por Nintendo.
SolarStriker ha sido recibido con críticas generalmente favorables. Se obtuvo una puntuación global de 75% en Gamerankings. Mean Machines describen SolarStriker como "adecuada", pero señaló que había una falta de material para mantener a los jugadores interesados, dando al juego una puntuación de 69%. Allgame calificó 2.5 / 5, y lo describió como un "shooter decente, pero nada del otro mundo", y citando su dificultad como un disuasivo para disfrutar de ella. Los juegos son divertidos le dio un 7 sobre 10. alemán Juego revista Poder elogió el título por su variedad en cuanto a los enemigos y los niveles, aunque señaló la simplicidad subyacente del juego, así, dándole una puntuación de 70%. Autor Jeff Rovin en el libro Cómo ganar en juegos Game Boy describe el título como "uno de los tipos más antiguos de los juegos de Nintendo", comparándolo con Alpha Mission de SNK, pero añadió que había muy pocos casos de innovación o sorpresas, y los power-ups eran "insatisfactorio".

## Apariciones en otros medios
- La música de fondo para el Nivel 1 y Nivel 2 se utilizó en el inicio del Capitán N: El episodio de Game Master, Trouble With Tetris, en una forma ligeramente alterada. Una nave espacial se ve en la misma parte del episodio se parece a la SolarStriker en el arte de la caja japonesa del juego. De hecho, el nivel 1 de la música de fondo también se utilizó en la temporada más tarde 2 episodios de Captain Nintendo.